# Мид (Канзас)
Мид (енгл. Meade) град је у америчкој савезној држави Канзас.

## Демографија
По попису из 2010. године број становника је 1.721, што је 49 (2,9%) становника више него 2000. године.
| Група             | 2000.         | 2010.         |
| Белци             | 1.538 (92,0%) | 1.558 (90,5%) |
| Афроамериканци    | 10 (0,6%)     | 18 (1,0%)     |
| Азијати           | 7 (0,4%)      | 8 (0,5%)      |
| Хиспаноамериканци | 93 (5,6%)     | 105 (6,1%)    |
| Укупно            | 1.672         | 1.721         |